# Anjan Bista
Anjan Bista (अञ्जन बिष्ट; Hetauda, 15 maggio 1998) è un calciatore nepalese, attaccante del Chitwan.

## Biografia
Anche suo fratello gemello Ranjan è un calciatore.

## Carriera

### Club
Ha giocato nella prima divisione nepalese.
L'8 marzo 2024 si è unito al club della Premier League del Bangladesh, il Fortis. Tuttavia, è stato messo da parte per un paio di settimane quando ha giocato per il Nepal nelle qualificazioni alla Coppa del Mondo FIFA 2026. Alla fine, il club bengalese ha rescisso il suo contratto poiché era destinato a perdere la maggior parte delle partite rimanenti di quella stagione.

### Nazionale
Ha esordito in nazionale nel 2014.

## Statistiche

### Cronologia presenze e reti in nazionale
| Cronologia completa delle presenze e delle reti in nazionale ― Nepal | Cronologia completa delle presenze e delle reti in nazionale ― Nepal | Cronologia completa delle presenze e delle reti in nazionale ― Nepal | Cronologia completa delle presenze e delle reti in nazionale ― Nepal | Cronologia completa delle presenze e delle reti in nazionale ― Nepal | Cronologia completa delle presenze e delle reti in nazionale ― Nepal | Cronologia completa delle presenze e delle reti in nazionale ― Nepal | Cronologia completa delle presenze e delle reti in nazionale ― Nepal |
| Data                                                                 | Città                                                                | In casa                                                              | Risultato                                                            | Ospiti                                                               | Competizione                                                         | Reti                                                                 | Note                                                                 |
| -------------------------------------------------------------------- | -------------------------------------------------------------------- | -------------------------------------------------------------------- | -------------------------------------------------------------------- | -------------------------------------------------------------------- | -------------------------------------------------------------------- | -------------------------------------------------------------------- | -------------------------------------------------------------------- |
| 10-10-2019                                                           | Canberra                                                             | Australia                                                            | 5 – 0                                                                | Nepal                                                                | Qual. Mondiali 2022                                                  | -                                                                    | 79’                                                                  |
| 29-5-2021                                                            | Dubai                                                                | Iraq                                                                 | 6 – 2                                                                | Nepal                                                                | Amichevole                                                           | 1                                                                    |                                                                      |
| 2-9-2021                                                             | Katmandu                                                             | Nepal                                                                | 1 – 1                                                                | India                                                                | Amichevole                                                           | 1                                                                    | 49’ 73’                                                              |
| 5-9-2021                                                             | Katmandu                                                             | Nepal                                                                | 1 – 2                                                                | India                                                                | Amichevole                                                           | -                                                                    | 43’                                                                  |
| 4-10-2021                                                            | Malé                                                                 | Sri Lanka                                                            | 2 – 3                                                                | Nepal                                                                | SAFF Championship 2021 - 1º turno                                    | 1                                                                    | 85’                                                                  |
| 10-10-2021                                                           | Malé                                                                 | Nepal                                                                | 0 – 1                                                                | India                                                                | SAFF Championship 2021 - 1º turno                                    | -                                                                    | 46’ 90+4’                                                            |
| 13-10-2021                                                           | Malé                                                                 | Bangladesh                                                           | 1 – 1                                                                | Nepal                                                                | SAFF Championship 2021 - 1º turno                                    | 1                                                                    | 44’                                                                  |
| 24-3-2022                                                            | Chonburi                                                             | Thailandia                                                           | 2 – 0                                                                | Nepal                                                                | Amichevole                                                           | -                                                                    |                                                                      |
| 21-6-2023                                                            | Bengaluru                                                            | Kuwait                                                               | 3 – 1                                                                | Nepal                                                                | SAFF Championship 2023 - 1º turno                                    | 1                                                                    | 51’                                                                  |
| 24-6-2023                                                            | Bengaluru                                                            | Nepal                                                                | 0 – 2                                                                | India                                                                | SAFF Championship 2023 - 1º turno                                    | -                                                                    | 45’                                                                  |
| Totale                                                               |                                                                      | Presenze                                                             | 10                                                                   |                                                                      | Reti                                                                 | 5                                                                    |                                                                      |

## Palmarès

### Club

#### Competizioni nazionali
- Campionato nepalese: 1

Manang Marsyangdi: 2018-2019